# کمیته المپیک سومالی
کمیته المپیک سومالی (سومالیایی: Guddiga Olimbikada Soomaaliyeed)  یک سازمان ورزشی است که نماینده کشور سومالی در کمیته بین‌المللی المپیک می‌باشد.
این سازمان که در سال ۱۹۵۹ تأسیس شده مسئول آماده‌سازی و اعزام ورزشکاران به بازی‌های المپیک، بازی‌های المپیک جوانان و بازی‌های آفریقایی است.